# Блакитна карта
Блакитна Карта ЄС (нім. Blaue Karte EU, англ. EU Blue Card) — це документ що підтверджує право перебування (дозвіл тимчасового проживання) в державах членах Європейського союзу громадян третіх країн з метою зайнятості. Ідея Blue Card виникла в аналітичному центрі Брейгель, як аналог Green Card у США і містить відсилку до синього прапора Європи.
Блакитна карта ЄС базується на директиві 2009/50/EG і дозволяє перебування в ЄС висококваліфікованих громадян третіх країн. У Європейській Комісії причинами для впровадження цієї карти були очікувані в майбутньому нестача кваліфікованих працівників в деяких секторах зайнятості і різні способи надання дозволу на проживання в державах-членах ЄС. Проте, директива не зачіпає національні правила надання дозволу.
Власники блакитної карти повинні отримувати таку саму оплату праці як громадяни ЄС на аналогічних посадах.
Блакитна карта видається на термін від одного до чотирьох років. Її формат однаковий і відповідає розпорядженню (ЄС) № 1030/2002. Директива повинна була бути впроваджена до 19 червня 2011 у всіх країнах Європейського Союзу.

## Впровадження директиви в Німеччині

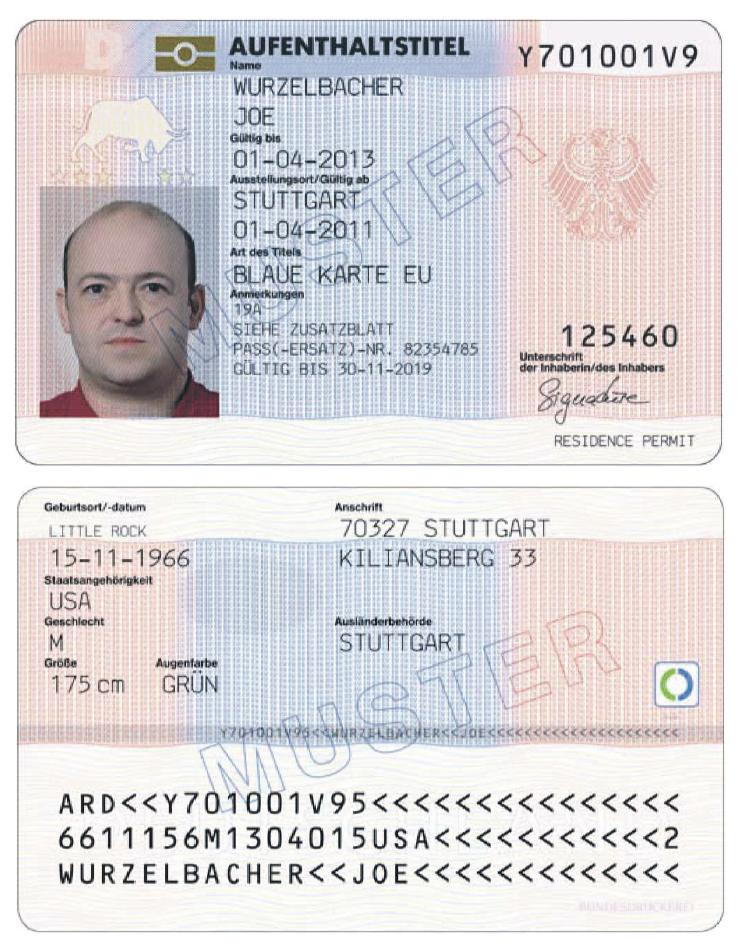
Блакитна карта в Німеччині, вигляд спереду і ззаду

### Правові передумови
В Німеччині директива була впроваджена через «Закон про впровадження директиви про високий рівень кваліфікації ЄС» (нім. Gesetz zur Umsetzung der Hochqualifizierten-Richtlinie der Europäischen Union) що почав діяти з 1 серпня 2012, а також через внесення змін до закону про проживання (нім. Aufenthaltsgesetz), закону про працевлаштування та інших законів. Детальніші вимоги для видачі блакитної карти можна знайти в параграфі 19а закону про проживання (§ 19a AufenthG) Спеціалісти повинні отримувати щонайменше дві третини, а в деяких випадках (так звані дефіцитні професії) 52 % від ліміту оцінки розміру внеску загального пенсійного страхування. 
Блакитна карта ЄС видається в Німеччині в формі електронного дозволу на проживання.
У 2019 році ліміт розміру внеску в пенсійне страхування становив 80400 євро на рік і відповідно 6700 євро на місяць. З цього випливає що висококваліфіковані спеціалісти мусять заробляти (станом на 2019 рік) щонайменше 53600 Євро (або у випадку 52%-го ліміту для дефіцитних професій: 41 808 євро) на рік. При цьому до дефіцитних професій входять природознавці, математики, інженери, медики (за винятком стоматологів) і та професіонали в інформаційних технологіях та телекомунікаціях.[джерело?] Параграф 27 закону про проживання передбачає можливість возз'єднання сім'ї для членів сім'ї іноземців які мають блакитну карту ЄС та їх подальше працевлаштування. Інформацію про блакитну карту та її можливості надають серед інших Федеральна служба міграції та біженців (нім. Bundesamt für Migration und Flüchtlinge, BAMF) чи Федеральне міністерство праці та соціальних питань Німеччини (нім. Bundesministerium für Arbeit und Soziales, BMAS).
Для отримання німецької блакитної карти не потрібне підтвердження знання німецької мови. Власники блакитної картки, які мають базові знання німецької (відповідно до § 2 абзацу. 9 AufenthG відповідає рівню A1 загальноєвропейських рекомендацій з мовної освіти) після 33 місяців можуть отримати посвідку на постійне проживання а при достатньому володінні (рівень B1) термін очікування скорочується до 21 місяця.

### Статистика
Кількість блакитних карт виданих протягом року з часу їх впровадження в Німеччині постійно збільшується (станом на 2018 рік). У 2017 році заявники були переважно з Індії (5253), Китаю (2079), Російської Федерації (1382), Туреччини (1022) та України (893).
| Рік    | 2013   | 2014   | 2015   | 2016   | 2017   | 2018   |
| Видано | 11 290 | 11 848 | 14 468 | 17 362 | 21 727 | 27 241 |
|        |        |        |        |        |        |        |

Німеччина є лідером за кількістю виданих блакитних карт в ЄС. Серед власників блакитних карт у Німеччині майже 2200 є громадянами України.

## Ідея
Назва "блакитна карта" походить від "зеленої карти", що видається Сполученими Штатами. Блакитний означає колір європейського прапора. Ідея полягає в тому, щоб заохотити кваліфікованих працівників обирати Європу, а не Америку, і конкурувати з американською грін-картою.

## Критика
Переваги блакитної карти ЄС для ринку праці неоднозначні. По перше, профспілки розглядають її як запрошення до демпінгу зарплат.

## Зноски
1. ↑  Європейська комісія: Pressemitteilung-Council adopts the «EU Blue Card» [Архівовано 4 вересня 2020 у Wayback Machine.] ((англ.), PDF; 125 kB)
2. ↑  buzer.de. HQRLUmsG Gesetz zur Umsetzung der Hochqualifizierten-Richtlinie der Europäischen Union. Процитовано 30 вересня 2023.
3. ↑  Gesetz über den Aufenthalt, die Erwerbstätigkeit und die Integration von Ausländern im Bundesgebiet (Aufenthaltsgesetz — AufenthG) § 19a Blaue Karte EU. Архів оригіналу за 11 вересня 2019. Процитовано 7 жовтня 2019.
4. ↑  Verordnung über die Beschäftigung von Ausländerinnen und Ausländern (Beschäftigungsverordnung — BeschV) § 2 Hochqualifizierte, Blaue Karte EU, Hochschulabsolventinnen und Hochschulabsolventen. Архів оригіналу за 26 жовтня 2019. Процитовано 7 жовтня 2019.
5. ↑  Verordnung über maßgebende Rechengrößen der Sozialversicherung für 2019 (Sozialversicherungs-Rechengrößenverordnung 2019). Архів оригіналу за 7 жовтня 2019. Процитовано 7 жовтня 2019.
6. ↑  Gesetz über den Aufenthalt, die Erwerbstätigkeit und die Integration von Ausländern im Bundesgebiet (Aufenthaltsgesetz — AufenthG) § 27 Grundsatz des Familiennachzugs. Архів оригіналу за 11 вересня 2019. Процитовано 7 жовтня 2019.
7. ↑  Ergebnisse Ihrer Suche. BAMF - Bundesamt für Migration und Flüchtlinge. Процитовано 30 вересня 2023.
8. 1 2  Zahlen zur Blauen Karte EU. 15 травня 2018. Архів оригіналу за 23 липня 2019. Процитовано 7 жовтня 2019.
9. ↑  Immer mehr kommen per Blue Card nach Deutschland. FAZ. 12 січня 2018. Архів оригіналу за 13 квітня 2019. Процитовано 7 жовтня 2019.
10. ↑  Німеччина видала рекордну кількість Blue Card (06.06.2019).
11. ↑  "Блакитна карта" у Німеччині: фахівці з України - серед лідерів.